# Gjutjärn

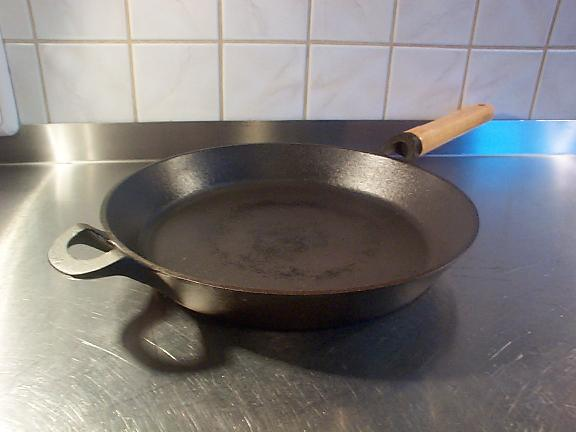
Stekpanna i gjutjärn.

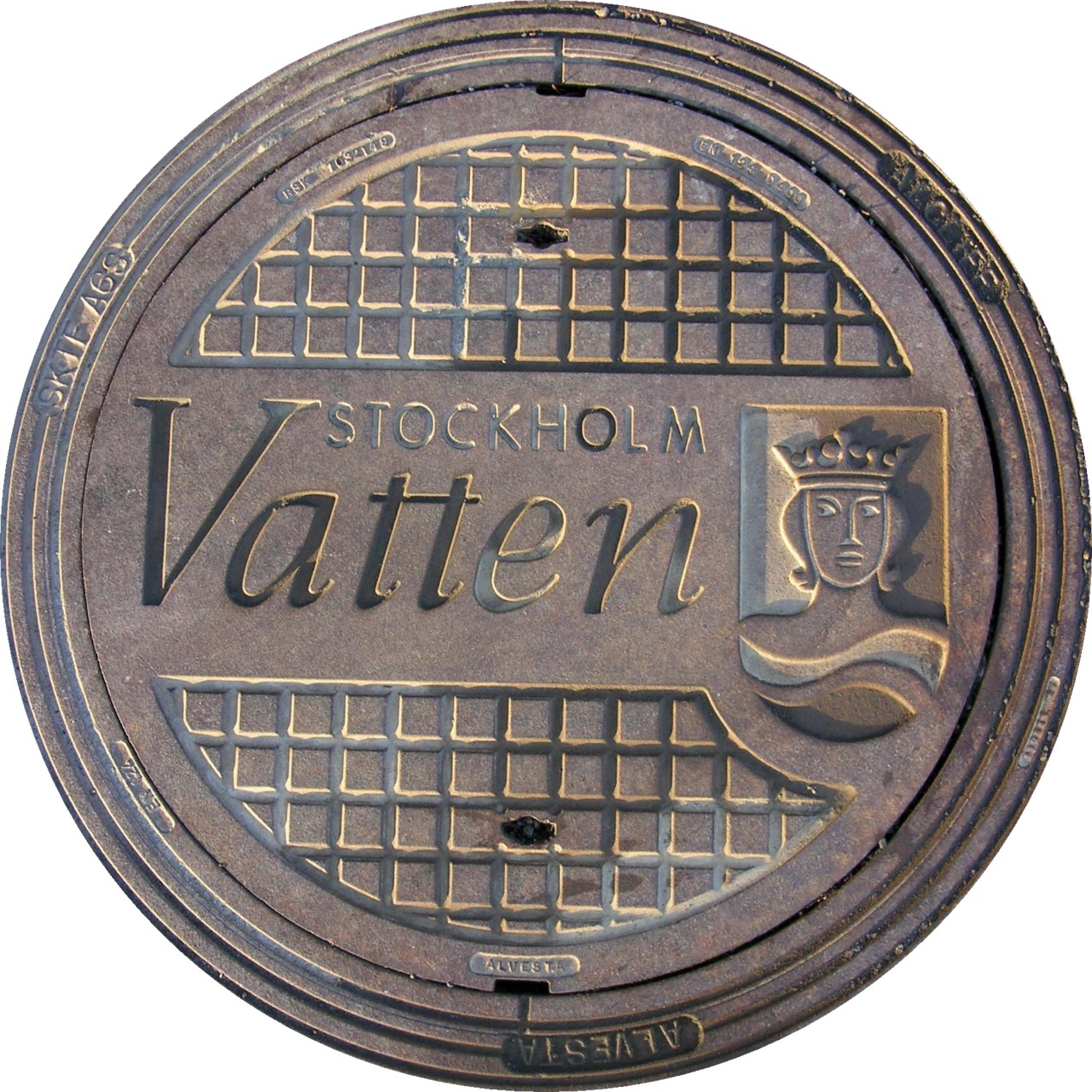
Gjutjärnsbrunnslock (Stockholm Vatten).

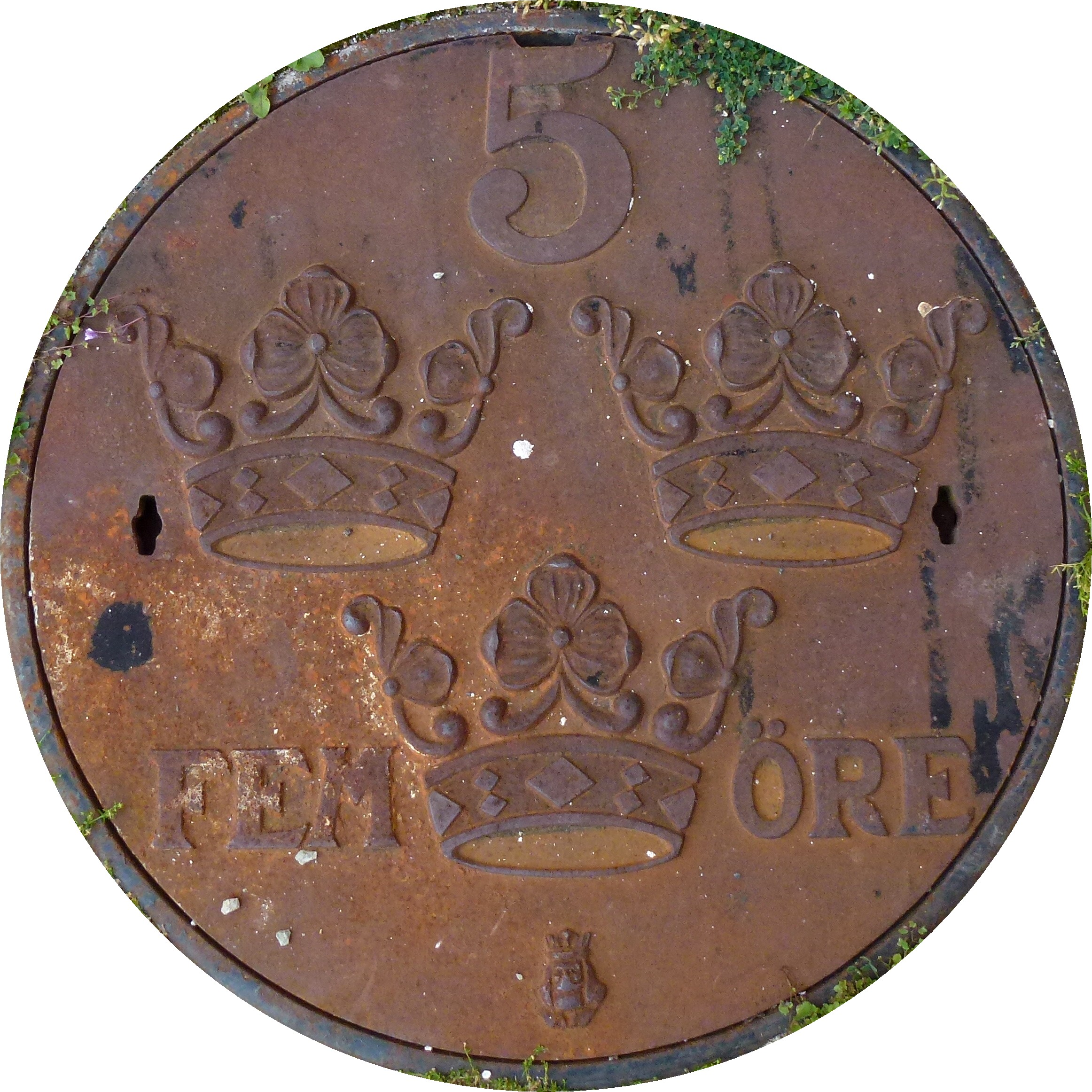
En gjutjärnsbrunnslock i form av ett 5-öresmynt.

Gjutjärn är järn med en kolhalt mellan ungefär 2 och 4 procent. Beroende på kemisk sammansättning och svalningshastighet fås olika slags gjutjärn.

## Historik
Gjutjärn framställdes i Kina redan 500 f.Kr. I Europa tillkom gjutjärnet först som ett oönskat resultat när kolupptaget i järnframställningsprocessen varit för stort. På 1300-talet lärde man sig att utnyttja gjutjärnets specifika egenskaper, men först under 1500-talet blev gjutjärnet vanligare. Med införandet av omsmältning i kupolugnar på 1800-talet förenklades gjutjärnsframställningen och gjutjärnet fick sin glansperiod. I början av 1800-talet började man i Storbritannien massproducera gjutjärn för de mest skilda ändamål.
Sedan mitten av 1800-talet har stål blivit billigare att framställa, och har efter hand ersatt gjutjärnet i de flesta produkter.

## Typer av gjutjärn
De vanligaste typerna är
- gråjärn
- segjärn
- vitjärn
- aducerjärn

### Gråjärn, segjärn, vitjärn
I gråjärn består kolet av grova grafitfjäll, i vitjärn förekommer kolet främst i form av cementit och kisel i form av perlit. Andelen kol i gråjärn, segjärn och vitjärn är i princip den samma: 3 till 4 procent kol. Kiselhalten varierar något med mellan en och tre procent kisel, och gjutjärnets utseende varierar mycket beroende på om kolet förekommer förenat med järn som cementit eller i ren form som inbäddade grafitfjäll. Om kiselhalten är låg och svalningshastigheten hög bildas vitjärn. Vitjärnet är mycket sprött och består av perlit och cementit. Vid högre kiselhalter bildas i stället gråjärn, vilket är segare och består av ferrit, perlit och kol i form av grafit. Vid lägre kiselhalter bildas ingen ferrit i gråjärnet utan endast perlit. För att få segjärn ympas järnet vid tappningen med låga halter av magnesium (0,03–0,06 procent). Då bildar kolet sfärer av grafit i stället för som i gråjärnet fjäll. Detta gör järnet mer segt, därav namnet segjärn.

### Aducerjärn
Aducerjärn bildas genom värmebehandling av vitjärn. Detta sker i två steg. Det som skall åstadkommas är en omvandling av järnstrukturen så att ferrit, perlit och temperkol erhålls istället för perlit och cementit. Temperkol kallas grafiten i detta fall. Temperkol förekommer i detta fall som knutar vilket är det som skiljer aducerjärnet från gråjärnet.

## Användningsområden
Förr användes gjutjärn i många fler sammanhang än idag, men det har till stor del konkurrerats ut av andra material. Gjutprocesser kan fortfarande vara mycket produktionseffektiva. Det är lätt att forma komplexa former med gjutning. Idag tillverkas till exempel stekpannor, bromsskivor, motorblock, brunnslock.
Exempel på aducergods är rördelar använda i VVS-installationer.

### Kokillhärdat gjutgods
Kokillhärdat gjutgods (av franskans coquille, skal) kallas sådant gjutjärn som har en härdad yta medan de inre delarna är ohärdade. Detta uppnås genom att vid gjutningen använda gjutformar av metall, som snabbt leder bort värmen från ytan där ythärdning då sker. De inre delarna förblir ohärdade och därmed mjukare och segare.
Kokillhärdat gjutgods kan användas till valsar och en rad andra föremål, där ytan skall vara slitstark och hård och hela det gjutna föremålet ej för sprött.